# Lestizza
Lestizza is een gemeente in de Italiaanse provincie Udine (regio Friuli-Venezia Giulia) en telt 3863 inwoners (31-12-2004). De oppervlakte bedraagt 34,2 km², de bevolkingsdichtheid is 114 inwoners per km².
De volgende frazioni maken deel uit van de gemeente: Galleriano, Nespoledo, Santa Maria, Sclaunicco, Villa Caccia.

## Demografie
Lestizza telt ongeveer 1480 huishoudens. Het aantal inwoners daalde in de periode 1991-2001 met 3,1% volgens cijfers uit de tienjaarlijkse volkstellingen van ISTAT.
| Jaar | Inwoneraantal |
| ---- | ------------- |
| 1991 | 4016          |
| 2001 | 3890          |

## Geografie
Lestizza grenst aan de volgende gemeenten: Basiliano, Bertiolo, Codroipo, Mortegliano, Pozzuolo del Friuli, Talmassons.